# Ivo Kukoc Becerra
Ivo Antonio Kukoc Becerra (Potosí, Bolivia el 24 de junio de 1980) Es un artista plástico boliviano cultor de técnicas cómo la pintura de óleo, acuarela, grafito y otros. La tendencia de sus obras mayormente abarca el surrealismo y realismo mágico,
Egresado como Licenciado en Bellas Artes de la Universidad Autónoma “Tomás Frías” U.A.T.F. Facultad de Artes: “Carrera de Artes Plásticas” .

## Biografía
Ivo Antonio Kukoc Becerra, nacido en la ciudad de Potosí, Bolivia el 24 de junio de 1980, desde sus 5 años tuvo la afinidad  por el arte plástico siendo así empezó a crear el mismo desde dicha edad, pasando así su Juventud realizando dibujos y perfeccionando su técnica decidió ingresar a la carrera de Bellas artes de la Universidad Autónoma "Tomás Frías" Bolivia, titulándose de la misma en el año 2004 como Licenciado en Bellas Artes, comenzando así su carrera artística teniendo exposiciones colectivas e individuales en las ciudades de Bolivia como ser Potosí, La Paz, Cochabamba, Oruro, Sucre y Tarija, dedicándose así a todo el quehacer artístico cultural realizando también talleres, cursos y gestiones culturales, donde obtuvo premios y reconocimientos por su trayectoria artística, en la actualidad reside en la ciudad de Sucre, Bolivia.

## Obras
desde el inicio de su actividad artística las obras de Ivo Kukoc enmarcan mayormente dos tendencias del arte plástico que son el surrealismo y realismo mágico, siendo uno de los precursores de dichas tendencias artísticas en el país altiplánico de Bolivia.  

Mis obras están enmarcadas en dos tendencias del arte plástico una que es el surrealismo, en el cual las composiciones derivan en un mensaje poético perceptivo y el realismo mágico, mediante el trabajo plástico y el trabajo compositivo hago referencia a las situaciones críticas de nuestro entorno social y cultural en el que vivimos.
Ivo Kukoc Becerra

Las técnicas más utilizadas en sus obras son el lápiz o grafito realizando con tales dibujos surrealistas ya sea en papel o tabla, la acuarela utilizada en sus paisajismos, bodegones y la principal de sus técnicas la del óleo sobre lienzo, con la cual plasma la mayoría de sus obras surrealistas, realistas mágicas, etc.

El óleo es una de las técnicas más versátiles que existen en el arte plástico, nos da la facultad de ir trabajando capa por capa y generar una plasticidad muy estética, entre todas las técnicas es la que valoro como la más plástica de todas tanto por el tratamiento que tiene, su conservación, y por su acabado exquisito.
Ivo Kukoc Becerra

Las obras del artista han sido expuestas en varias galerías públicas y privadas de arte, también pudiendo encontrarse murales realizados por el mismo plasmados en las ciudades de Potosí, Tarija y Sucre.  algunas de las obras destacadas del artista expuestas son:

#### Meta Feliz de los que Mueren en Cruz (2018)[7]
Realizada en la técnica grafito sobre tabla para el concurso nacional de Bolivia Eduardo Abaroa el año 2018, el artista indicó que la obra trata de generar una crítica a quienes cortaron y cortan el anhelo boliviano de tener una salida soberana al mar; partiendo de dos puntos, uno histórico como es la batalla de Tambillos donde el General Rufino Carrasco. encabezando un escuadrón de setenta franco tiradores “ Vanguardia “, llevó a cabo una extraordinaria campaña en batalla siendo esta la única vez que el ejército boliviano ganó en la contienda bélica del Pacífico.
Dicho escudaron pudo contener y tomar posición de San Pedro de Atacama, dejando bajas en el ejército chileno, pero se tuvo que realizar la retirada forzosa puesto que nunca llegó el refuerzo requerido para poder seguir el combate; a lo cual las ambiciones del general Campero que terminó disolviendo el escuadrón y dejando en penurias sin ningún resarcimiento ni beneficio de guerra a los héroes de Bolivia.
La descripción de la obra nos muestra elementos que designa la figura de nuestro entendimiento de patriotismo como un sacrificio a las adversidades de una  guerra por lo tanto se utiliza como parte de la obra las frases del himno al ejército de Bolivia donde refiere la frase; ¡Meta Feliz de los que mueren en cruz!. 
Los otros elementos de la composición buscan encontrar lo onírico en la obra, un barco de papel pegado al mástil de la cruz como símbolo del sueño de tener una salida al mar, el pescado en la boca representa el silencio mudo con el que nos atragantamos pensando que no tenemos respuesta a nuestro enclaustramiento, el tórax símbolo de la entrega pecho a las balas por parte de los soldados bolivianos en la guerra, atados con nudos de valor en los colores patrios bolivianos.    

#### Misterios (2019)[8]
Realizada en la técnica de dibujo sobre tabla el año 2019 el artista indicó que opto por tener un personaje misterioso como parte compositiva; la particularidad del individuo que este transgrede la realidad de un sistema que solo se preocupa del consumo y el cotidiano vivir, rodeado de un mundo lleno de prejuicios justificando un modo de vida, en el que la tempestad y el tiempo marcan un ser lleno de incógnita pues es así como viven los seres libres y con su propio concepto Dios. 
El modelo para crear dicha obra fue tomado de un personaje muy conocido en la ciudad de Sucre Bolivia, el cual es un hombre de baja estatura vestido de chola boliviana que, deambula por las calles de dicha ciudad entonando canciones con su armónica. 

#### Justicia y Globalización (2020)[4]
Esta obra fue realizada en técnica mixta, el autor refiere que se la justicia hoy en día  es un tema  controversia, al ser una institución de poder que define la relación sujeto y sociedad, sociedad y estado, estado y política , nos conlleva a proponer una  visión de que es un mecanismo de juego de poderes políticos  que  se benefician de la justicia.  Estos están representados por fichas de ajedrez, una verde que representa el capitalismo. el otro es rojo como el socialismo; que se disputan una batalla, el jaque final por quien tiene el poder absoluto como para dominar el orbe y creen que la política puede estar encima justicia que es bien común.
La desnudez de la justicia representada en la diosa Temis expuesta y equilibrada en las leyes de los hombres; llevando en las manos sus elementos característicos de justicia, pero con los brazos caídos como exhibiendo su cansancio. 

#### Hombre Equivocado (2021)
Esta obra fue realizada en la técnica dibujo sobre tabla el 2021, el artista refirió ver la problemática del abuso infantil marca una llaga incurable en la sociedad, la falta de valores de nuestra sociedad y las estadísticas alarmantes sobre este problema a nivel de Bolivia y el mundo.
La obra pone elementos o figuras compositivas, la niña salta a la soga con alambres de púas, es un juego peligroso, sus trenzas son alas con las  que anhela salir volando, una rosa el peligro latente, la mariposa identifica la inocencia robada, destruida por el sistema. 

## Exposiciones

### Exposiciones individuales
- Exposición surrealista denominada ¨La unión hace la fuerza¨ en el salón “Teófilo Loayza” Universidad Autónoma” Tomás Frías¨ ciudad de Potosí del 7 al 22 de agosto de 2006,
- Exposición denominada ”Surrealismo en Chuquiago Marka” en el salón “Antonio Gonzales Bravo” en la "Casa de la Cultura" ciudad de La Paz, el 11 de junio de 2007.[1]
- Exposición denominada ¨La Expresión del Surrealismo¨ en el Salón “Teófilo Loayza” "Universidad Autónoma Tomás Frías¨ ciudad de Potosí el 2 de julio de 2008.
- Exposición en el ¨Festival Internacional de la Cultura¨ en la "Prefectura Departamental de Potosí" "Secretaría de Turismo y Cultura¨, ciudad de Potosí 2009.
- Exposición de "Arte Surrealista" en la Sala de Exposiciones ”Alcérreca, Casa de la Libertad" ciudad de Sucre.2010.
- Exposición en el  “Festival Internacional de la Cultura del Bicentenario de Potosí” en el "Gobierno Departamental de Potosí, ciudad de Potosí el 18 de octubre de 2010.
- Exposición de "Arte Surrealista" en la "Corte Suprema de Justicia del Estado Plurinacional" ciudad de Sucre en noviembre del 2017.[9]
- Exposición de mural en el  "IX Encuentro del Arte y el Vino" ciudad de Tarija el 12 de marzo del 2016.[5]
- Exposición "Arte Surrealista" en la "Casa Municipal de Cultura" Sucre el 5 de abril del 2019.[10]
- Exposición en la "Galería de Arte ABAP" Ciudad de Cochabamba el 2019.
- Exposición denominada "Mix-Tura" ciudad de La Paz el 17 de marzo del 2020.
- Exposición virtual denominada "Fractales" auspiciada por la "Casa de la Libertad y la Fundación del Banco Central de Bolivia" Sucre el 15 de agosto del 2020.[4]
- Exposición denominada "Dibujo Libre" en la "Galería Sultana" ciudad de La Paz el 29 de julio de 2021.
- Exposición denominada “Cuentos con Chuwis” en la  "Galería Arte y Cultura Sucre" ciudad de Sucre el 18 de septiembre del 2021.

### Exposiciones colectivas
- Exposición de Modelado y Escultura "Universidad Autónoma Tomás Frías” "Facultad de Artes Plásticas", en la ciudad de Potosí del 27 de noviembre al 1 de diciembre de 2001,
- Exposición de "Dibujo y Pintura" en la "Universidad Autónoma Tomas Frías" "Facultad de Artes Plásticas", en la ciudad de Potosí, del 27 de noviembre al 1 de diciembre de 2002,
- Exposición en Sala de exposiciones “Teófilo Loayza” "Universidad Autónoma Tomás Frías” "Facultad de Artes Plásticas" por el  " IX Festival Internacional dela Cultura, Cerro de Plata" en la ciudad e Potosí del 1 al 13 de diciembre de 2003.
- Exposición  "La Hoja de la Coca en la Minería" en la ciudad de La Paz 6 de septiembre de 2005.[11]
- Exposición "Asociación Boliviana de Artistas Plásticos Filial Potosí" en la ciudad de Potosí del 1 al 3 de diciembre de 2005.
- Exposición en el salón ¨Palacio Chico¨ ¨Potosí Ciudad Única¨  en la ciudad de La Paz del 5 al 12 de noviembre del 2008.
- Exposición en el salón “Los Ilustres“ en la ciudad de Potosí 18 de septiembre de 2008
- Exposición en el  "Encuentro Nacional de la Asociación de Artistas Plásticos Bolivia" en la ciudad de Oruro 2011.
- Exposición Asociación Boliviana de Artistas Plásticos filial Potosí “Festival Internacional de la Cultura“ en la ciudad de Potosí el 2011.
- Exposición Asociación Boliviana de Artistas Plásticos “Festival Internacional de la Cultura“ en la ciudad de Sucre en octubre de 2013.
- Exposición “Dia del Medio Ambiente” en la ciudad de Sucre en junio del 2014.
- Exposición en conmemoración al maestro "Humberto Erquicia" en la ciudad de Potosí el 15 de junio del 2016.[12]
- Exposición grupo de arte “La axila” "Festival Internacional de la Cultura 2016", en la ciudad Sucre el 2016.
- Exposición grupo de arte “La axila” "Festival Internacional de la Cultura 2017", en la ciudad de Sucre el 2016.
- Exposición del mural titulado "Identidad" al ingreso de la capital de Bolivia por el "Festival Internacional de la Cultura" en la ciudad de Sucre el 29 se septiembre 2017.[6]
- Exposición pictórica en la "Universidad Simón Bolívar" en la ciudad de Sucre el 2019
- Exposición de apertura para el nuevo Centro Cultural "La Sombrerería" titulada "Nuestra Diversidad Creativa" en la ciudad de Sucre el 14 de octubre del 2019.[13]
- Exposición en la "Casa de la Cultura" con la  "ABAP Chuquisaca" en la ciudad de Sucre el 10 de junio de 2019.
- Exposición colectiva "Confinarte" sala de exposiciones de "Sultana Café" en la ciudad de La Paz el 21 de mayo del 2020.[14]
- Exposición denominada "Claveles Rojos" en la "Casa de la Libertad" en la ciudad de Sucre el 4 de mayo del 2021.
- Exposición denominada "Colores de la Pachamama" en el salón "arte y Cultura"  auspiciada por el "Ministerio de culturas" en la ciudad de Sucre el 2021.
- Exposición brindada por la apertura del "Palacete del Guereo" "Colectivo artístico Awar" en la ciudad de Sucre el 24 de mayo del 2021.
- Exposición "Colectivo artístico Awar" "Colores de la Pachamama" , auspiciado programa "Descubre Bolivia con sus artistas" del "Ministerio de Culturas Descolonización y Despatriarcalización" en la galería "Arte y Cultura" en la ciudad de Sucre el 18 de agosto del 2021.[15]
- Exposición denominada “Mixtura” en el "Museo de la Casa de la Libertad" en la ciudad de Sucre 9 de septiembre del 2021.
- Exposición en Kultur Café Berlín denominada "Humano " en la ciudad de Sucre el 18 de agosto del 2022.
- Exposición en Galería "Melchor Pérez de Holguín" denominada “Tejiendo Caminos” en la ciudad de Cochabamba el 2 de marzo del 2023.
- Exposición colectiva en el "MUSEF regional Sucre" denominada  “Pukara” en la ciudad de Sucre el 5 de mayo del 2023.
- Exposición "Sucre Cuna de la Libertad” en el "Salón Casa de la Liberad" en la ciudad de Sucre el 30 de mayo del 2023.[16]

## Premios y distinciones
- Primer lugar:  Taller abierto ¨Festival Internacional de la Cultura¨ ¨Rumbo al Bicentenario 1810-2010¨ ¨Prefectura Departamental de Potosí, Secretaria de Turismo y Cultura¨, Potosí 6 de diciembre del 2008.
- Reconocimiento: Acto de reconocimiento a 18 artistas plásticos Potosinos que resaltaron con sus obras pictóricas, Potosí 17 de noviembre del 2013.
- Segundo lugar: en el Salón ¨Cecilio Guzmán de Rojas¨, Festival Internacional de la Cultura ¨Prefectura Departamental de Potosí¨ Potosí del 2 al 17 de diciembre del 2013.
- Tercer lugar: En el concurso “Juana Azurduy de Padilla”, Sucre 20 de noviembre de 2014.
- Mención honrosa: En el Primer Concurso de Gastronomía y Arte, Sucre 2018.
- Mención honrosa: En el Premio Plurinacional Eduardo Abaroa 2018, La Paz 20 de febrero del 2019.[7]
- Tercer lugar: En el concurso "Santa Cecilia" Sucre 19 de diciembre del 2019.[2]
- Primer lugar: En el concurso "Juana Azurduy de Padilla" Sucre 17 de agosto del 2021.[3]